# Ляліни
Ляліни (пол. Laliny) — село в Польщі, у гміні Борове Ґарволінського повіту Мазовецького воєводства.
Населення — 280 осіб (2011).

## Демографія
Демографічна структура станом на 31 березня 2011 року:
|          | Загалом | Допрацездатний вік | Працездатний вік | Постпрацездатний вік |
| -------- | ------- | ------------------ | ---------------- | -------------------- |
| Чоловіки | 141     | 34                 | 86               | 21                   |
| Жінки    | 139     | 25                 | 78               | 36                   |
| Разом    | 280     | 59                 | 164              | 57                   |